# 빈고쇼바라역
빈고쇼바라역(일본어: 備後庄原駅)은 일본 히로시마현 쇼바라시에 위치한 서일본 여객철도 게이비 선의 철도역이다. 단선 · 섬식의 형태를 합친 2면 3선 구조의 복합 승강장을 갖춘 지상역이다.

## 타는 곳
| 1     | ■ 게이비 선 | 하행 | 미요시 · 히로시마 방면 | 이 역 시발은 2번 승강장만 |
| 2 · 3 | ■ 게이비 선 | 상행 | 빈고오치아이 방면      | 2번 승강장은 일부 열차만  |

## 이용 현황
| 연도     | 이용 현황 | 연도     | 이용 현황 |
| 1999년도 | 215       | 2005년도 | 149       |
| 2000년도 | 210       | 2006년도 | 146       |
| 2001년도 | 210       | 2007년도 | 153       |
| 2002년도 | 188       | 2008년도 | 150       |
| 2003년도 | 155       | 2009년도 | 141       |
| 2004년도 | 148       | 2010년도 | 128       |
| -------- | --------- | -------- | --------- |

## 역 주변
- 쇼바라 시청
- 우에노 공원
- 쇼바라 적십자 병원

## 인접 역
| 서일본 여객철도 게이비 선 | 서일본 여객철도 게이비 선 | 서일본 여객철도 게이비 선  |
| ------------------------- | ------------------------- | -------------------------- |
| 다카 니미 방면            | ■ 게이비 선               | 빈고밋카이치 히로시마 방면 |